# 鴨下信一
鴨下 信一（かもした しんいち、1935年（昭和10年）3月17日 - 2021年（令和3年）2月10日）は、日本のテレビプロデューサー、演出家、実業家、エッセイスト。TBSテレビ相談役。東京府東京市下谷区（現・東京都台東区）竹町出身。

## 来歴・人物
開成学園を経て、1958年に東京大学文学部美学科卒業。在学中は倉本聰らとギリシャ悲劇研究会で活動した。
大学卒業後、ラジオ東京へ入社。音楽番組を担当した後、幸せそうな中流家庭の崩壊を描いた『岸辺のアルバム』や、若者群像劇の先駆けとなった『ふぞろいの林檎たち』でテレビドラマ界を代表する演出家となった。『ふぞろいの林檎たち』に出演した柳沢慎吾は鴨下の演出に鍛えられたと語っている。
同時期のTBSからは、多くの名物演出家が誕生し、その中で飯島敏宏、実相寺昭雄、久世光彦は早くに独立した。一方、TBS内で管理職として定年まで務めたのち演出家として活躍したのが、大山勝美、堀川とんこうである。鴨下もその1人であるが先述5人と異なるのは、劇場映画を監督していないことである。鴨下は、1993年に制作局長、1995年に常務になるが、翌年にTBSビデオ問題に絡み取締役に降格。1997年再び常務に昇格した。2001年に上席執行役員、2003年に社長室顧問、のちTBSテレビ相談役。
文学通・戦後の庶民史に精通した文筆家としても知られ、『忘れられた名文たち』など日本語の文章に関する著作があり、舞台演出にも取り組んだ。また音楽番組を経験したことから、日本レコード大賞の委員も長く務めた。
2010年にはTBSの競合局であるフジテレビの自己批評番組『新・週刊フジテレビ批評』に出演し、現在のドラマに見受けられる「"前回のあらすじ"がない」、「出演者の"年齢ギャップ"」、「"自閉的"キャスティング」、「"貧弱する"脚本」という4つの問題点を挙げ、「原点に返って、対立がちゃんとあって、テーマがハッキリしているドラマらしいドラマを作らなければダメ。各局だけで考えず、ドラマを作っている人たち全員で考えないといけない。」と語った。
2021年2月10日午前0時3分、肺炎のため東京都内の病院で死去。85歳没。

## 親族
息子の鴨下潔は、TBSスパークル取締役（ニュース情報本部長・デジタルクリエーションラボ室担当）を務める。

## テレビドラマ

### TBSテレビ時代
- 松本清張シリーズ・黒い断層「声」「青のある断層」（1961年）
- 奇妙な仲（向田邦子脚本、1969年）
- 日曜8時、笑っていただきます（1970年 - 1971年）
- 東芝日曜劇場
  - 二人だけの道シリーズ（1972年 - 1973年）
  - もの言わぬ愛（1973年）
  - お母ちゃん笑って（1973年）
  - お母ちゃんごめんネ（1973年）
  - お母ちゃんありがとう（1973年）
  - 私の中のあなた（1976年）
  - 眠り人形（向田邦子脚本、1977年）
  - 女たちの忠臣蔵（1979年）
  - 微笑みの秋（1988年）
  - 夕やけ小やけでまだ日は暮れぬ（1992年）
- おんなの家（1974年 - 1993年）
- 寺内貫太郎一家2（1975年）
- 岸辺のアルバム（1977年）
- せい子宙太郎（向田邦子脚本、1977年 - 1978年）
- なぜか初恋・南風（1980年）
- およめちゃん（1980年）
- 幸福（向田邦子脚本、1980年）
- 関ヶ原（1981年）
- 想い出づくり。（1981年）
- ふぞろいの林檎たちシリーズ（1983年、1985年、1991年）
- 花の吉原 雪の旅（小山内美江子脚本、1984年）
- ガンコおやじに敬礼!（1985年）
- 花のこころ（1985年）
- 雨の降る駅（1986年）
- 忠臣蔵・女たち・愛（1987年）
- 妻たちの鹿鳴館（1988年）
- 空と海をこえて（1989年）
- 高校教師（1993年、2003年）
- カミさんの悪口（1993年）
- パパ・サヴァイバル（1995年）
- 誰かが誰かに恋してる（1996年）
- 理想の上司（1997年）
- 初蕾（2003年）
- 終着駅〜トワイライトエクスプレスの恋（2012年）

ほか

## 舞台演出
- 白石加代子・百物語シリーズ 源氏物語シリーズ

## 著書
- 『テレビで気になる女たち』講談社、1985年1月。ISBN 978-4062011068。
- 『毎日がドラマ感覚 TVランダムノート』立風書房、1992年12月。ISBN 978-4651710372。
- 『忘れられた名文たち』文藝春秋、1994年1月。ISBN 978-4163483603。
  - 『忘れられた名文たち』文春文庫、1997年2月。ISBN 978-4167286026。
- 『忘れられた名文たち其ノ2』文藝春秋、1998年6月。ISBN 978-4163541204。
- 『逆説的日本語読本 面白すぎる日記たち』文春新書、1999年5月。ISBN 978-4166600427。
- 『会話の日本語読本』文春新書、2003年3月。ISBN 978-4166603077。
- 『日本語の呼吸』筑摩書房、2004年3月。ISBN 978-4480816320。
- 『誰も「戦後」を覚えていない』文春新書、2005年10月。ISBN 978-4166604685。
- 『誰も「戦後」を覚えていない 昭和20年代後半篇』文春新書、2006年12月。ISBN 978-4166605477。
- 『誰も「戦後」を覚えていない 昭和30年代篇』文春新書、2008年12月。ISBN 978-4166606740。
- 『ユリ・ゲラーがやってきた 40年代の昭和』文春新書、2009年8月。ISBN 978-4166607105。
- 『名文探偵、向田邦子の謎を解く』いそっぷ社、2011年7月。ISBN 978-4900963528。
- 『昭和芸能史 傑物列伝』文春新書、2013年9月。ISBN 978-4166609376。
- 『昭和十年生まれのカーテンコール』幻戯書房、2013年11月。ISBN 978-4864880367。
- 『昭和のことば』文春新書、2016年10月。ISBN 978-4166610990。

### 共著
- 竹内誠（監修）地球の歩き方編集室（編集）鴨下信一、小澤富夫（設問委員）『入門 おとなの江戸東京ドリル』ダイヤモンドビッグ社、2006年1月。ISBN 978-4478079966。
- 秦郁彦、森山真弓、竹前栄治、佐木隆三、鴨下信一『GHQの見たニッポン 開封された秘蔵写真』世界文化社、2007年7月。ISBN 978-4418072279。

## テレビ出演
- テレビがくれた夢 鴨下信一編（TBSチャンネル、2013年制作）
- 新・週刊フジテレビ批評（フジテレビ、2010年10月30日放送）
- 三宅裕司のえびぞり巨匠天国（TBS、1991年）第10回 ゲスト審査員
- オールスター赤面申告!ハプニング大賞 (TBSテレビ) 初代審査委員長